# 杨达才
杨达才（1957年10月—），汉族，陕西省镇坪县人，哲学系本科学历，原中国共产党党员、中共陕西省第十二届纪委委员、中共陕西省安监局党组书记、陕西省安监局局长，因“表哥”门严重违纪遭撤职和双规。初步调查他至少有83块名表，以及家中与私人场所有大量现金和存款。

## 经历
1982年毕业于延安大学政教系哲学专业。杨达才自大学毕业后曾担当数职，包括陕西汉中市委常委，汉中市人民政府常务副市长、党组副书记。于2012年8月28日被南方日报揭露在陕西延安8·26特大交通事故现场开怀大笑。其多块手表也被网友揭露为昂贵的浪琴、欧米茄等国际知名奢饰手表品牌，被网民戏称为“微笑门”、“名表门”，其本人也被网友戏称为“微笑局长”、“表哥”。陕西省纪委已对杨达才展开调查。9月5日，网民又发现杨达才戴的眼镜价格超10万元（罗特斯牌在“傅仪眼镜”里最低售价13.8万元）。
陝西省紀委2012年8月31日開展調查；9月21日，楊達才被陝西省紀委撤銷陝西省第十二屆紀委委員、省安監局黨組書記、局長職務（陝西省安監局長、黨組書記一職由趙政才接任）。翌年2月22日晚上，陝西省紀委公佈楊達才在任職期間嚴重違紀並涉嫌犯罪。經陝西省紀委常委會研究並報省委批准，決定給予楊達才開除黨籍處分，對其涉嫌犯罪問題移交司法機關依法處理。
2013年9月5日9時30分，西安市中级人民法院一审宣判：杨达才犯受贿罪，判处有期徒刑10年，并处没收财产5万元；犯巨额财产来源不明罪，判处有期徒刑6年，决定执行有期徒刑14年。赃款依照中華人民共和國的相關法律法規没收上缴国库。

## 影响
杨达才的落网，在大陆网民中间掀起了一股寻“錶哥”热潮，其中尤以盐城市政协副主席李纯涛（原盐都区委书记）最引人注目，其拥有名表数量之多，价格之昂贵令人咂舌，而随后陆续曝出的种种贪腐罪行更是令人震惊。2016年10月12日，据江苏省纪委消息：江苏省盐城市政协副主席李纯涛涉嫌严重违纪，接受组织调查。